# Kingstonian FC

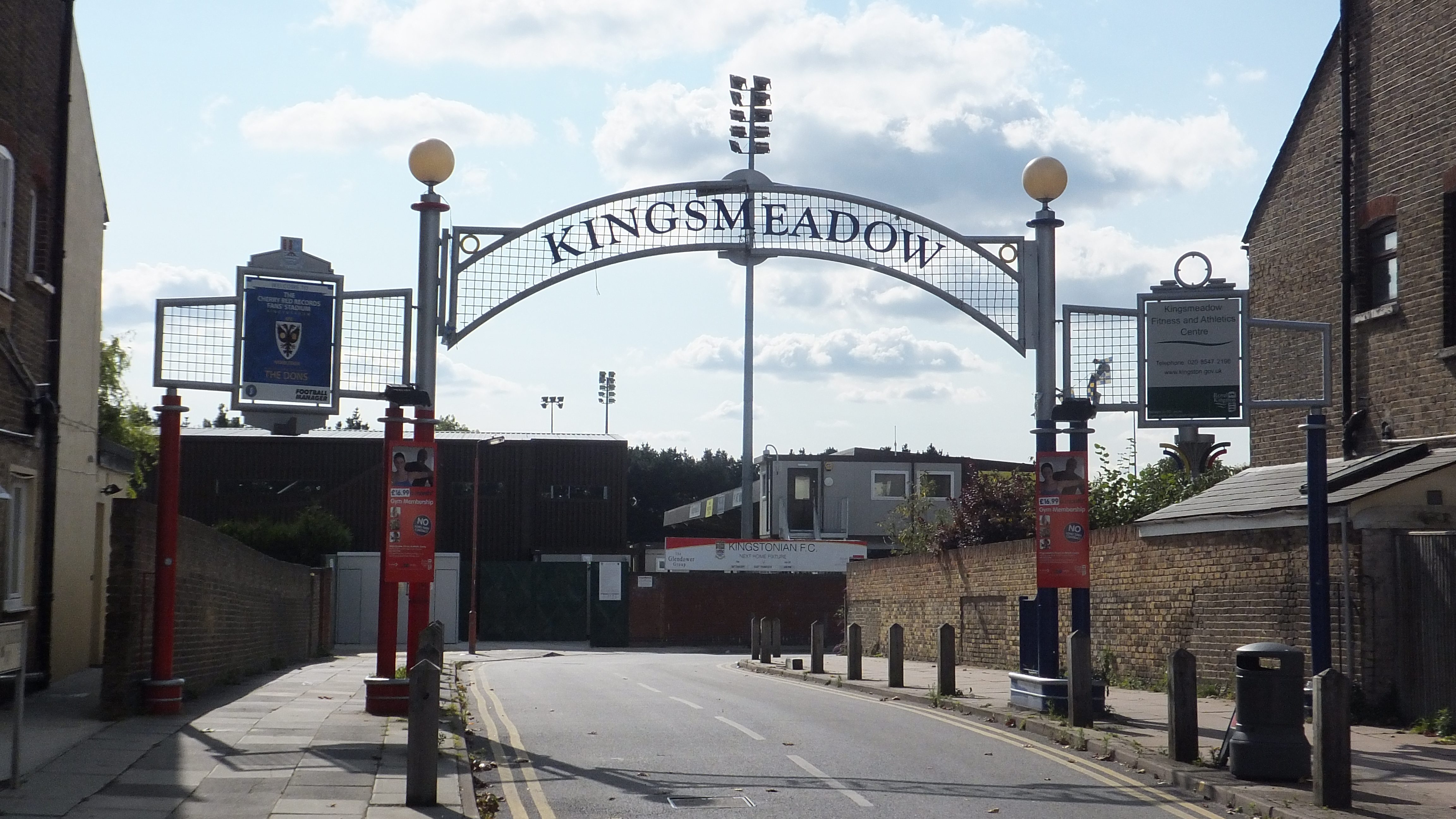
Kingsmeadow

Kingstonian FC is een Engelse voetbalclub uit Kingston upon Thames, Londen. De club speelt in het Kingsmeadow stadium, een complex dat gebouwd werd in 1989 nadat het traditionele Richmond Road Ground verlaten werd. Momenteel wordt het stadion gedeeld met AFC Wimbledon, dat het stadion inmiddels als hoofdbeheerder heeft.
De club heeft een rijke geschiedenis als amateurclub. In 1999 en 2000 won Kingstonian de FA Trophy. In 2001 werd de 4de ronde van de FA Cup bereikt waarin Bristol City net iets te sterk was, eerder werden wel de leagueclubs Brentford FC en Southend United uitgeschakeld.
Tussen 2001 en 2005 ging het slechter met de club maar daarna ging het weer beter. In 2009 promoveerde de club naar de Premier Division van de Isthmian League.

## Erelijst
- FA Trophy
  - 1999, 2000
- FA Amateur Cup
  - Winnaar:1933
  - Finalist 1960
- Conference League Cup
  - Finalist: 2000, 2001
- Conference Charity Shield
  - Winnaar: 1999
  - Finalist: 2000
- Isthmian League
  - 1934, 1937, 1998
  - Runners up 1948, 1963
- Isthmian League Cup
  - Winnaar: 1996
  - Runners up 1982
- Isthmian League Charity Shield $
  - 1995, 1998
- Surrey Senior Cup
  - Winnaar: 1911, 1914, 1926, 1931, 1932, 1935, 1939, 1952, 1963, 1964, 1967, 1998, 2006
  - Finalist: 1907, 1937, 1948, 1950, 1973, 1991, 2003
- London Senior Cup
  - Winnaar: 1963, 1965, 1987
  - Finalist: 1924, 1926, 1931, 1947, 1984

## Bekende (ex-)spelers
- Ian Culverhouse
- Elvis Hammond